# 駒込武
駒込武（1962年—）是一名日本教育學者，現任京都大學大學院教育學研究科教授。

## 簡歷
東京大學大學院教育学研究科博士課程畢業，1992年起擔任御茶水女子大學講師、助理教授，1999年起擔任現職。専門研究日本殖民地教育政策，1995年以論文《日本殖民地帝國的教育文化政策：儒教、教育勅語、日本語》（日本植民地帝国の教育文化政策 -儒教・教育勅語・日本語）取得東京大学教育學博士。。

## 著書

### 單著
- 『植民地帝国日本の文化統合』 岩波書店、1996年
- 『世界史のなかの台湾植民地支配』 岩波書店、2015年

### 共著
- 『生活の中の植民地主義』 水野直樹編、人文書院（日语：人文書院）、2004年
- 『歴史と責任:「慰安婦」問題と一九九〇年代』 金富子（日语：金富子）、中野敏男（日语：中野敏男）共編著、青弓社（日语：青弓社）、2008年

### 編著
- 『現代教育史事典』 久保義三（日语：久保義三）、米田俊彦（日语：米田俊彦）、兒美川孝一郎共編著、東京書籍、2001年
- 『日本の植民地支配:肯定・賛美論を検証する』　岩波ブックレット（日语：岩波ブックレット）、2001年
- 『叢書・比較教育社会史　帝国と学校』　橋本伸也共編著、昭和堂（日语：昭和堂）、2007年
- 『「偏見・差別・人権」を問い直す:京都大学講義』 竹本修三（日语：竹本修三）共編著、京都大学学術出版会（日语：京都大学学術出版会）、2007年
- 『戦時下学問の統制と動員　日本諸学振興委員会の研究』川村肇、奈須惠子共編、東京大學出版會、2011年